# Fired on Mars
Fired on Mars è una serie televisiva animata statunitense del 2023, creata da Nate Sherman e Nick Vokey.
Basata sull'omonimo cortometraggio animato del 2016, la serie segue un ragazzo di nome Jeff Cooper mentre deve reinventarsi dopo essere stato licenziato dalla sua posizione per una startup su Marte. Senza possibilità di tornare sulla Terra, cerca una nuova rotta in un paesaggio pericoloso.
La serie viene pubblicata negli Stati Uniti su HBO Max dal 20 aprile 2023.

## Episodi
| Stagione       | Episodi | Pubblicazione USA | Pubblicazione Italia |
| -------------- | ------- | ----------------- | -------------------- |
| Prima stagione | 8       | 2023              | inedita              |

## Personaggi e doppiatori
- Jeff Cooper, doppiato da Luke Wilson.
- Darren, doppiato da Tim Heidecker.
- Brandon, doppiato da Sean Wing.
- Hannah, doppiata da Chase Bernstein.
- Jaxton Olivier, doppiato da Cedric Yarbrough.
- Crystal, doppiata da Amara Karan.
- Reagan, doppiato da Pamela Adlon.